# Hand Hills
Hand Hills är kullar i Kanada.   De ligger i provinsen Alberta, i den centrala delen av landet, 2 800 km väster om huvudstaden Ottawa.
Trakten runt Hand Hills består till största delen av jordbruksmark. Trakten runt Hand Hills är nära nog obefolkad, med mindre än två invånare per kvadratkilometer.